# Снайпер: Последняя битва
«Снайпер: Последняя битва» (англ. Sniper: The Last Stand) — американо-британский боевик 2025 года, снятый режиссёром Данишкой Эстерхази по сценарию Шона Уотена. В главных ролях — Чад Майкл Коллинз, Райан Роббинс, Шэрон Тейлор, Мануэль Родригес-Саенс и Арнольд Ванслу. Фильм рассказывает историю снайпера-аса Брэндона Беккета, который прибывает в вымышленный южноамериканский регион Коста-Верде и присоединяется к элитному подразделению вместе со своим коллегой Зеро, чтобы сражаться против безжалостного ополчения. Это продолжение фильма 2023 года «Снайпер: Мировой спецназ» и 11-й фильм в серии «Снайпер».
Премьера фильма на DVD и VOD в США состоялась 21 января 2025 года.

## Сюжет
Габриэль Стоун из Глобальной группы реагирования и разведки (GRIT) отправляет Брэндона Беккета в Коста-Верде, чтобы тот встретился с Сильвой и присоединился к элитному отряду солдат со всего мира под руководством Модисе. Цель отряда — борьба с местной милицией и устранение торговца оружием Ковалёва, который продаёт ополченцам смертоносное импульсное оружие.
Модисе поручает Беккету стать наставником молодого снайпера Зонди. В ходе выполнения задания отряд атакует базу Ковалева и захватывает его. Однако Ковалев и оружейник Максим активируют импульсное оружие, убивая всех присутствующих. Бек, Шило, Нова, Энджел, Гера и Зонди, которые не были на месте, успевают сбежать.
Чтобы не допустить попадания импульсного оружия в руки противника, Беккет решает позволить Нова загрузить данные на жесткий диск через спутник. В ходе ожесточенной битвы Гера погибает, а Нова получает ранения. Беккет взрывает лабораторию, и, несмотря на окружение, ему и Шило удаётся выжить благодаря прибывшему подкреплению. В конце концов, Беккет и Шило отплывают на лодке, а Нова, считавшаяся погибшей, оказывается живой.

## В ролях
- Чад Майкл Коллинз в роли Брэндона Беккета

- Райан Роббинс в роли Зеро

- Шэрон Тейлор в роли Геры

- Мануэль Родригес-Саенс в роли Новы

- Арнольд Ванслу в роли Райкера Ковалёва

- Скотт Джордж в роли Хило

- Вухи Кунев в роли Модисе

- Ноксоло Дламини в роли Ангела

- Сизо Махлангу в роли Зонди

- Роб Ван Вюрен в роли Маузера Максима

## Восприятие
Восприятие фильма «Снайпер: Последняя битва» (2025) различное среди критиков и пользователей. По мнению некоторых зрителей, картина имеет слабую сюжетную линию и неровный темп с обилием диалогов. Боевые сцены, особенно с участием женщин-солдат, кажутся преувеличенными и нереалистичными. Другие отмечают, что в фильме есть зрелищные сцены рукопашного боя, например, схватка женщины с топориками против пятерых мужчин в фонтане. 
На сайте-агрегаторе Rotten Tomatoes у фильма 2 положительных оценки от критиков. На сайте theactionelite.com говорится, что это ещё одна достойная картина из долгоживущей и увлекательной франшизы. Отмечается, что после начала темп повествования немного замедляется, но действие во второй половине компенсирует это. На IMDb рейтинг фильма составляет 4,5 из 10.